# Souk Ahras (província)

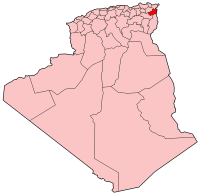

Souk Ahras é uma província da Argélia com 438.127 habitantes (Censo 2008).